# In höchster Not – Bergretter im Einsatz
In höchster Not – Bergretter im Einsatz ist eine deutsche Dokumentationsreihe über Einsätze der Bergwacht. Die erste Staffel wurde erstmals am 14. April 2025 im Ersten (ARD) ausgestrahlt. Im Mai 2025 wurde die Produktion einer zweiten Staffel angekündigt, die 2026 veröffentlicht werden soll.

## Inhalt und Beschreibung
In der Doku-Reihe werden ehrenamtliche Kräfte der Bergwacht Bayern bei Einsätzen am Berg im Sommer (Folgen 1–7) und Winter (Skibetrieb, Folge 8) begleitet. Gezeigt werden Einsätze der Bergwacht Grainau im Landkreis Garmisch-Partenkirchen auf der Zugspitze sowie der Bergwacht Ramsau im Landkreis Berchtesgadener Land im Watzmann-Massiv.
Der visuell-gestalterische Aufbau der Folgen ähnelt der Dokureihe Feuer & Flamme. Die Sprache ist aufgrund des bairischen Dialekts oder Nebengeräuschen während der Einsätze häufig untertitelt.

## Episoden
| Episode | Name                           | Inhalt |
| ------- | ------------------------------ | --- |
| 1       | Verschollen im Nebel           | Absturz eines Wanderers • Suche nach Person in Not am Blaueisgletscher                                      |
| 2       | Steilwand ohne Sicherung       | Wanderer in Steilwand • Wanderer mit Knieverletzung                                                         |
| 3       | Lebensgefahr auf der Zugspitze | Personen in Schneesturm auf der Zugspitze • Sturz an einer Kletterroute • Handgelenkbruch am Hupfleitenjoch |
| 4       | Luftrettung am Watzmann        | drei Personen in Steilwand am Watzmann bei nahendem Gewitter • Wanderer mit Fußverletzung                   |
| 5       | Vermisst                       | Vermisstensuche im Höllental • Sturz am Stangensteig • Verletzter am Eibsee • Knöchelverletzung             |
| 6       | Nachtsuche                     | Vermisstensuche nach zwei Kletterern am Watzmann                                                            |
| 7       | Verirrt am Gletscher           | Wanderer in Not am Höllentalferner • Knöchelverletzung in der Höllentalklamm                                |
| 8       | Dauereinsatz auf der Skipiste  | Skifahrer mit verschiedenen Verletzungen                                                                    |